# Tsukihime
Tsukihime (月姫, litt. « La Princesse de la Lune ») est un dōjin-game de type visual novel, créé par Type-Moon, sorti en 2000. Il a été adapté en un anime et un manga portant tous deux le nom de Shingetsutan Tsukihime.

## Synopsis
L'action prend place dans la ville fictive de Misaki.
L'enfance de Shiki Tohno a été marquée par un grave accident qui l'a laissé affaibli et l'a éloigné du reste de sa famille pendant des années. Il a grandi chez des parents éloignés. Ce drame lui a octroyé le don étrange de voir les « lignes de la mort » dont sont constitués chaque chose et chaque être vivant.
Mais à l'âge de 16 ans, Shiki est rappelé dans la demeure familiale, à la mort de son père, par sa sœur Akiha Tohno. La jeune fille vit seule avec ses deux domestiques, Kohaku et Hisui. Il ne tarde pas à découvrir que des choses étranges se produisent et que l'on a l'air de lui cacher des choses. Un jour où il marche dans une rue, Shiki croise une jolie jeune fille. Pris d'une soudaine pulsion, il la tue avec une incroyable sauvagerie. Persuadé d'avoir rêvé, quelle n'est pas sa surprise quand il voit la jeune fille qu'il a tuée la veille l'attendre devant son lycée…

## Système de jeu
Tsukihime est un visual novel. Il est seulement disponible en japonais mais on peut trouver un correctif pour convertir le jeu en anglais ou en français.[réf. nécessaire]
Le but du jeu est de parvenir jusqu'à la fin en atteignant les épilogues avec les différentes héroïnes (Arcueid, Ciel, Akiha, Hisui et Kohaku).
Chaque héroïne a une « vraie fin » et une « bonne fin » à l'exception d'Akiha qui a une « fin normale » à la place d'une bonne fin, et de Kohaku qui n'a qu'une vraie fin. Les chemins menant aux épilogues d'Arcueid et de Ciel sont ceux du « Côté Proche de la Lune », et les voies menant aux fins d'Akiha, d'Hisui et de Kohaku sont celles du « Côté Lointain de la Lune ».
Une fois tous les épilogues découverts, un dernier épilogue, « Éclipse », est débloqué, directement accessible.

## Personnages
Shiki Tōno (遠野 志貴, Tōno Shiki)
Il est le fils aîné de la famille Tōno, mais un accident a failli le tuer et l'a considérablement amoindri physiquement. Après son accident, il obtient la capacité de voir les « Lignes de la Mort » lui permettant de découper n'importe quoi à condition d'utiliser un objet tranchant. Il est le détenteur du couteau « les Sept Nuits ». On découvre dans l'épisode 11, dans le journal de son père, qu'il ne fait pas vraiment partie de la famille Tōno mais de la famille Nanaya, qu'il a été adopté par la famille Tōno et qu'il a été tué par le vrai Shiki Tōno, le véritable frère d'Akiha et le corps de Roa. Akiha partage son énergie vitale avec son frère adoptif pour le sauver. Son père décide de tuer son véritable fils et de le remplacer par son fils adoptif pendant que celui-ci est enfermé. C'est finalement Akiha qui le libère.
Arcueid Brunestud (アルクェイド・ブリュンスタッド, Arukueido Buryunsutaddo)
C'est un vampire dit « Originel ». Comme tous les  originels, elle n'a pas besoin de boire du sang pour se nourrir. Elle est surnommée la « Princesse des Originels » ou « l'Exécutrice des Originels », elle en est aussi la dernière représentante. Elle se fait tuer en étant découpée en 17 morceaux par Shiki Tōno mais elle ressuscite puis l'accule et le persuade de l'aider contre Roa, son ennemi. Elle est néanmoins naïve et n'a pas le sens commun, du moins au début. Elle est d'une grande beauté.
Ciel (シエル, Shieru)
Elle est élève dans le même établissement que Shiki, mais elle est en réalité une chasseuse de vampires envoyée par l'Église catholique. Elle est l'ancien corps de Roa. À la fin de la série, elle a totalement disparue, tout le monde l'a oubliée ou plutôt ils ont l'impression de ne jamais l'avoir connue, seul Shiki se souvenant d'elle.
Akiha Tōno (遠野 秋葉, Tōno Akiba)
Héritière et chef de la famille Tōno, elle est aussi la sœur de Shiki et possède de nombreux pouvoirs. Dans l'épisode 8, on découvre qu'elle boit en secret le sang de Kohaku. Elle n'est pas vraiment la sœur de Shiki mais celle du véritable Shiki c'est-à-dire le corps de Roa.
Hisui (翡翠)
Servante assignée à Shiki et sœur cadette de Kohaku. Ses yeux sont de couleur bleu.
Kohaku (琥珀)
Servante assignée à Akiha et sœur aînée de Hisui. Ses yeux sont de couleur ambre.
Nrvnqsr Chaos (ネロ・カオス, Nero Kaosu)
Son ancien nom était Fabro Rowan. C'est un Apôtre de la Mort ayant le pouvoir d'invoquer 666 différentes bêtes.
Michael Roa Valdamjong (ミハイル・ロア・バルダムヨォン, Mihairu Roa Barudamuyon)
Apôtre de la Mort surnommé le « Serpent d'Akasha », en raison de sa capacité de se réincarner dans un nouveau corps après la mort du précédent. Le corps qu'il possède actuellement est celui du véritable Shiki Tōno. Son ancien corps était celui de Ciel. Arcueid a bu son sang.
Arihiko Inui (乾 有彦, Inui Arihiko)
C'est le meilleur ami de Shiki. Ils se connaissaient depuis l'enfance et ont été dans le même collège/lycée. Il est souvent jaloux de Shiki avec les jolies filles que celui-ci rencontre.
Satsuki Yumizuka (弓塚 さつき, Yumizuka Satsuki)
Camarade de classe de Shiki et amoureuse de lui. Surnommée affectueusement Sacchin.

## Terminologie
Originels (Shinsō ou Véritables Ancêtres)
Ce sont les vampires « de souche pure ». Arcueid Brunestud en est la dernière représentante. S'ils boivent du sang d'un humain, celui-ci devient un Apôtre de la Mort.
Apôtres de la Mort
Ce sont des humains dont le sang a été bu par des Originels, ou qui ont transformé leur corps en utilisant la magie. Ils sont immortels mais doivent boire du sang humain pour maintenir leur immortalité. Ils sont en tout 27, et forment un cercle fermé.

## Développement
Le design de Arcueid Brunestud est inspiré du modèle canadien Amanda Dyer,.

## Sortie
Le jeu sort en 1999 sur disquette.

## Adaptations

### Anime
Un anime intitulé Shingetsutan tsukihime est réalisé en 2003.

### Jeux vidéos
Un jeu vidéo intitulé Tsukihime: A Piece of Blue Glass Moon (月姫 -A piece of blue glass moon-) est sorti sur PlayStation 4 et Nintendo Switch le 26 août 2021 au Japon et le 27 juin 2024 à l'international,,,.

## Réception
Pour le critique Carlos Santos : « Tsukihime est un spectacle qui consiste à créer une ambiance, ce qu’il fait très bien avec ses schémas de couleurs soigneusement planifiés et sa partition musicale évocatrice. Même l’intrigue, qui semblait n’être rien de plus qu’une série de mystères inexpliqués au début, atteint finalement une certaine conclusion avec une série de rebondissements et de révélations. C’est lent jusqu’à la fin, mais tous ceux qui ont regardé jusqu’à présent étaient évidemment assez patients avec les deux premiers DVD. Certains diront que les histoires de vampires sont exagérées, mais avec un véritable drame de personnage, ce n’est pas si mal après tout. ».